# Frank Marth
Frank Marth ist ein deutscher Gitarrist, Sänger und Songschreiber.

## Leben
In den 1970ern war Marth als Bühnenmusiker am Düsseldorfer Schauspielhaus beschäftigt. In dieser Zeit spielte er auch in  lokalen Bands wie P. Blitz oder Curth Comet, den Lilac Angels, gründete mit Jürgen Graf und Bernd Renn die kurzlebige Hamburger Band Heavy Jelly.
Er wurde dann Mitglied der ebenso kurzlebigen Duisburg City Rock’n’Roll Allstars, die 1980 die erste Sternhagel-Single für das Düsseldorfer Rondo Label einspielten. 
Zwischen 1979 und 1981 entwickelte sich eine Zusammenarbeit mit Xaõ Seffcheque (Family 5), bei der der Fakesampler Sehr gut kommt sehr gut und diverse Singles produziert wurden.
Anlässlich der Kurzfilmtage Oberhausen/Düsseldorf gründete sich 1980 die Da Capo Movie Band, die sich aus Jazz- und Rockmusikern, Schauspielern und Pantomimen zusammensetzte. Heute prominentes Mitglied war Helge Schneider. Die Band hatte zwar bis 1987 in Deutschland und im europäischen Ausland zahlreiche Rundfunk- und Fernsehauftritte, veröffentlichte aber keine Platten. 1982 spielte Marth in dem New-Wave-Film Lastwagenkrieg von Horst Königstein mit.

## Sternhagel
Marth produzierte dann mit Herwig Mitteregger, mit CBS, der Fabrik Rakete und dem Spliff Studio die LP Sternhagel kommt, die 1982 auf CBS herauskam. Zur Studiobesetzung gehörten Bernd Renn (Bass), Jürgen Dahmen (Keyboards und Percussion), Mitteregger am Schlagzeug sowie Gäste aus der Berliner Szene. Die erste Singleauskopplung war Fahrradfahr'n, die sich jedoch schlecht verkaufte, ebenso wie die LP-Produktion. Das Projekt wurde daraufhin aufgegeben.
Danach war Marth weiter als Gitarrist, Sänger, Komponist und musikalischer Zuarbeiter aktiv und u. a. an den Produktionen der Düsseldorfer Band Reflexx beteiligt. Heute arbeitet er als Gitarrist, Gitarrenlehrer und Bandcoach.

### Stil
Musik und Texte von Sternhagel sind ein doppelbödiges Spiel mit Erwartungshaltungen und Klischees der Pop- und Rockmusik, die er benutzt, um, ironisierend und clownesk seine spezielle Sicht der Dinge zu verkünden. Vertraute, gängige Musikstile werden gebrochen mit Texten, die mitunter naiv wie Kinderlieder (Eskimo, Fahrradfahr'n) daherkommen, hinterfotzig, grotesk, melancholisch (Hauruck, King Kong, Freibier), fast visionär die Medienmechanismen der Golfkriege voraus beschreibend in Krieg.

## Diskografie
Singles
- 1980: Vielleichtbinicheinpankdochichweißnichtgenau / Hauruck,ich liebe Dich (Rondo Fit 6)
- 1982: Fahrradfahr'n (CBS 2261)
- 1982: Eskimo (CBS 2886)

Alben
- 1982: Sternhagel kommt (CBS 85716)

Sampler
- 1981: Sehr gut kommt sehr gut (Titel: King Kong)
- 1982ff: diverse NDW-Sampler (Titel: Fahrradfahr'n)

| Personendaten    | Personendaten                                 |
| ---------------- | --------------------------------------------- |
| NAME             | Marth, Frank                                  |
| KURZBESCHREIBUNG | deutscher Gitarrist, Sänger und Songschreiber |
| GEBURTSDATUM     | vor 1970                                      |